# Medalla de la Campaña Americana
La Medalla de la Campaña Americana (en inglés: American Campaign Medal) es una condecoración militar de las Fuerzas Armadas de Estados Unidos que fue creada por primera vez el 6 de noviembre de 1942 por la Orden Ejecutiva 9265 ordenada por el presidente Franklin D. Roosevelt. Originalmente entregada como la “American Theater Ribbon” (en castellano: Cinta del Teatro Americano), la medalla era para reconocer a aquellos miembros del servicio que habían llevado a cabo sus deberes militares en el Teatro de Operaciones Americano durante la Segunda Guerra Mundial. Una medalla similar, conocida como la Medalla de Servicio de la Defensa Americana que existió para el servicio en la defensa americana previo a la entrada de Estados Unidos a la Segunda Guerra Mundial.

## Criterios
Los requisitos para la obtener la Medalla de la Campaña Americana eran: se requería que un miembro del servicio o se desempeñara cumpliendo deberes durante un año (acumulativo) dentro de las fronteras continentales de Estados Unidos, o llevar a cabo deberes durante 30 días consecutivos o 60 días no consecutivos fuera de las fronteras de Estados Unidos pero dentro del Teatro de Operaciones Americano. El Teatro Americano estaba definido como todo los Estados Unidos incluyendo la mayor parte del Océano Atlántico, una porción de Alaska y una pequeña porción del Pacífico bordeando California y Baja California.
Las fechas de eligibilidad para la Medalla de la Campaña Americana estaban entre el 7 de diciembre de 1941 al 2 de marzo de 1946. Las estrellas de servicio eran autorizadas a cualquier miembro del servicio que se hubiera encontrado en combate real contra las fuerzas del Eje dentro del Teatro Americano. Esto se aplicaba principalmente a aquellos miembros de las fuerzas armadas que habían participado en las patrullas anti-U-Boot en el océano Atlántico.
La primera persona en recibir la Medalla de la Campaña Americana fue el general de ejército George C. Marshall.

## Apariencia
La Medalla de la Campaña Americana se entregó solo como una cinta de servicio durante toda la Segunda Guerra Mundial y solo en el año 1947 fue fabricada como una medalla de tamaño completo.
La medalla, construida de bronce, es de 1 1/4 pulgadas de ancho (31,75 mm). El anverso fue diseñado por Thomas Hudson Jones. Muestra a un crucero de la armada navegando con un bombardero B-24 Liberator volando encima de él. En primer plano hay un submarino enemigo que se hunde y en el fondo se ve el contorno de una ciudad. En la parte superior de la medalla están escritas las palabras AMERICAN CAMPAIGN (en castellano: CAMPAÑA AMERICANA). El reverso de la medalla, diseñado por Adolph Alexander Weinman, es el mismo diseño que se usó en el reverso de tanto la Medalla de la Campaña Asiática-Pacífica y la Medalla de la Campaña Europea-Africana-Medio Oriente. Muestra una águila calva americana entre las fechas 1941 - 1945 y las palabras UNITED STATES OF AMERICA (en castellano: ESTADOS UNIDOS DE AMÉRICA).
La cinta tiene un ancho de 1 3/8 de pulgadas (34,925 mm) en azul oriental, en el centro hay una franja de 1/8 pulgadas (3,175 mm) dividida en tercios de azul gloria viejo, blanco y escarlata. Entre el centro y los bordes hay franjas de 1/16 pulgadas (1,5875 mm) en blanco, negro, escarlata y blanco. Las estrellas de servicio están autorizadas para ser llevadas en cintas de servicio y de suspensión para la Medalla de la Campaña Americana.

## Campañas

### Campañas de la Armada
La participación en estas operaciones de escolta, antisubmarinas, guardias armadas y especiales les daba derecho a los receptores a una estrella de campaña por cada una de las participaciones:
- USS Atherton (DE-169) y USS Moberly (PF-63) - 6 de mayo de 1945
- Convoy ON 67 21 − 26 de febrero de 1942
- Convoy SC 107 3 − 8 de noviembre de 1942
- Grupo de Tareas 21.13 12 de julio − 28 de agosto de 1942
- Grupo de Tareas 21.14 27 de julio − 10 de septiembre de 1943
- Grupo de Tareas 21.15 24 de marzo − 11 de mayo de 1944
- Convoy TAG 18 1 − 6 de noviembre de 1942
- USS Frederick C. Davis (DE-136) (operaciones antisubmarinas) 24 de abril de 1945
- USS Atik (AK-101) (operaciones antisubmarinas) 27 de marzo de 1942
- USS Asterion (AK-100) (operaciones antisubmarinas) 22 de marzo de 1942 − 31 de enero de 1943

### Campañas del Ejército
Está autorizada una estrella de servicio de bronce por haber participado en la campaña antisubmarina. Para calificar los individuos debían haber estado asignado a o haber pertenecido a, y presente para el servicio con, una unidad acreditada con haber participado en la campaña antisubmarina.

## Condecorados notables
- Gerald Ford: presidente de los Estados Unidos.
- Emil Kapaun: sacerdote católico y militar.